# Финляндия на летних Олимпийских играх 2004
Финляндия принимала участие в Летних Олимпийских играх 2004 года в Афинах (Греция) в двадцать второй раз за свою историю и завоевала две серебряные медали. Сборная страны состояла из 53 человек (36 мужчин и 17 женщин).

## Медалисты
| Медаль  | Спортсмен            | Вид спорта | Дисциплина                              |
| ------- | -------------------- | ---------- | --------------------------------------- |
| Серебро | Марко Кемппайнен     | Стрельба   | Мужчины, скит                           |
| Серебро | Марко Юли-Ханнуксела | Борьба     | Мужчины, греко-римская борьба, до 74 кг |

## Состав олимпийской сборной Финляндии

### Лёгкая атлетика
Спортсменов — 1
Мужчины
| Дисциплина | Спортсмен    | Предварительный раунд | Предварительный раунд | Четвертьфиналы | Четвертьфиналы | Полуфиналы | Полуфиналы | Финал     | Финал |
| Дисциплина | Спортсмен    | Результат             | Место                 | Результат      | Место          | Результат  | Место      | Результат | Место |
| ---------- | ------------ | --------------------- | --------------------- | -------------- | -------------- | ---------- | ---------- | --------- | ----- |
| марафон    | Янне Хольмен |                       |                       |                |                |            |            | 2:17:50   | 22    |